# Michael Ventris
Michael George Francis Ventris (Wheathampstead, Hertfordshire, Inglaterra, 12 de julho de 1922 - Hatfield, Hertfordshire, Inglaterra, 6 de setembro de 1956) foi um arquitecto inglês interessado em línguas antigas que, juntamente com John Chadwick, foi responsável pela decifração da escrita Linear B. Ventris foi educado na Suíça e pertenceu à FAR (Força Aérea Real). 
No início do século XX, o arqueólogo Sir Arthur Evans iniciou a escavação de Cnossos, um antigo assentamento na ilha de Creta. Aí, descobriu várias tabuinhas de argila contendo três escritas que ele apelidou de "lineares". A designação manteve-se para duas delas, hoje conhecidas por Linear A e Linear B, e a terceira ficou conhecida como pictográfica ou hieroglífica cretense. Evans passou muito tempo a tentar decifrar ambas as escritas, mas sem sucesso. 
Parte da dificuldade derivou do próprio Evans - ele estava convencido que a Linear B era uma língua por ele chamada de minoica, não admitindo a possibilidade de ser uma língua helênica. Antes de decifrar o texto, Ventris manteve contato com vários outros pesquisadores, entre eles a doutora estadunidense Alice Kober, responsável pela classificação de alguns caracteres da Linear B. Após o processo de decifração, ficou claro que a língua subjacente era, na verdade, o grego. Isto levou a um grande progresso no conhecimento da Creta da Idade do Bronze: após o colapso da Civilização Minoica, a ilha fora ocupada por invasores micênicos.
Ventris faleceu em um acidente de automóvel.